# جين دبليو. غلين
جين دبليو. غلين (بالإنجليزية: Gene W. Glenn)‏ هو سياسي أمريكي، ولد في 13 نوفمبر 1928 في مقاطعة وابيلو في الولايات المتحدة. حزبياً، نشط في الحزب الديمقراطي. وقد انتخب عضو مجلس ولاية آيوا.